# Samsung Galaxy A54 5G
O Samsung Galaxy A54 5G é um smartphone Android desenvolvido e fabricado pela Samsung Electronics. Faz parte da série Galaxy A, voltada para o mercado intermediário. O lançamento oficial deste dispositivo ocorreu em 15 de março de 2023, Seguido pela sua disponibilização no mercado em 24 de março de 2023.

## Ficha Técnica
O Galaxy A54 5G (128GB) possui uma grande tela de 6.4 polegadas com uma resolução de 2340x1080 pixels. Além de uma câmera de 50 megapixels que permite o smartphone tirar fotos incríveis, ainda possui compatibilidade com a rede 5G que permite a transferência de dados mais rápida. O Galaxy A54 possui proteção contra água e poeira IP67.

## Software
O smartphone roda o sistema operacional móvel Android 13 com a interface One UI 5.1 da Samsung.,